# Jugoslovanska hokejska liga 1989/90
Sezona 1989/90 jugoslovanske hokejske lige je bila sedeminštirideseta sezona jugoslovanskega prvenstva v hokeju na ledu. Naslov jugoslovanskega prvaka so drugič osvojili hokejisti hrvaškega kluba KHL Medveščak. 

## Končni vrstni red
1. KHL Medveščak
2. HK Jesenice
3. HK Olimpija Ljubljana
4. HK Partizan Beograd
5. HK Crvena Zvezda
6. HK Vojvodina Novi Sad